# 关卜乡
关卜乡，是中华人民共和国甘肃省临夏回族自治州东乡族自治县下辖的一个乡镇级行政单位。

## 行政区划
关卜乡下辖以下地区：
漫坪村、波罗村、上王家村、草滩村、叶家村、胭脂村、关卜岭村、梅滩村和和岘村。